# ババ・オライリィ
「ババ・オライリィ」（Baba O'Riley）は、イングランドのロックバンド、ザ・フーの楽曲である。作詞・作曲はピート・タウンゼント。
1971年に発表されたアルバム『フーズ・ネクスト』に収録され、同年にイギリスを除いたヨーロッパ諸国でシングル・カットされた。アメリカでは後述するように様々なメディアで使用され、シングル・カットされなかったにも拘らず知名度は高い。
ローリング・ストーンの選ぶオールタイム・グレイテスト・ソング500（2021年版）では159位にランク・イン。

## 解説
タウンゼントがA.R.P.シンセサイザーを駆使して作った、テクノポップを先取りしたプログレッシブな曲。タイトルは、インドの導師ミハー・ババとアメリカ合衆国の作曲家テリー・ライリーの名前に由来している。タウンゼントは1967年にババの教えを書物で読んで帰依した。
本曲は後述の9分間のインストゥルメンタルが土台になっている。アルバム『トミー』（1969年）に続くザ・フーの新作として彼が企画したロック・オペラ『ライフハウス』のために書かれたが、『ライフハウス』の制作が中止されたので、代わりに制作された『フーズ・ネクスト』に収録された。
歌詞は、もともとは『ライフハウス』の主要登場人物を紹介する役割を担っていた。テクノロジーを介して実生活体験を管理する独裁体制に抑圧される汚染された世界において、レイとその妻サリーは、スコットランドの人里離れた農場でこの原野の自立した存在として生活している。その刺激的なヴァイブレーションによって社会の解放を約束するライヴ・ミュージック・イベント”ライフ・ハウス”のニュースを耳にした二人は、そこを目指して出発する。そして、彼らの娘メアリーは既に自身の巡礼の旅を始めていた。レイは「サリー、手を繋いで。国を縦断して南へと旅しよう」と促す。そして彼らは思い切って「幸せな人々」の元へと向かうという歌詞だった。また歌詞に登場する「teenage wasteland（十代の荒れ地）」は1969年のワイト島でのライブやウッドストック・フェスティバルなどで聴衆が麻薬でラリっている侘しい風景を指すものである。
エンディングのヴァイオリン・ソロは、キース・ムーンが提案した。彼は本曲のレコーディング中に、イングランドのプログレッシブ・ロック・バンドで偶然隣のスタジオにいたイースト・オブ・エデンを訪ね、ヴァイオリニストのデイヴ・アーバス（David Arbus）を招いた。『フーズ・ネクスト』の裏ジャケットにあるクレジットには、“Violin On "Baba O'Riley" produced by Keith Moon”と記載されている。

### 関連楽曲
タウンゼントは『ライフハウス』を企画していた時に一人で制作したデモを集めてリマスタリングし、全24曲からなる"Lifehouse Demos"を編集して、2000年に個人名義で発表した集大成の6枚組CD『ライフハウス・クロニクルズ』に収録した。"Lifehouse Demos"には本曲に関連した'Teenage Wasteland'、 'Baba O'Reily'、'Baba O'Reily [instrumental version]'が含まれている。
'Teenage Wasteland'は彼の自伝で'Teenage Wasteland' (an alternative version of 'Baba O'Reily')と称された6分16秒の二部構成の曲で、歌詞は本曲よりも長く、前半部は全く異なる短音階の曲である。'Baba O'Reily'は本曲のデモ・ヴァージョンである7分44秒の曲で、歌詞も構成も本曲と同じであり、最終部分がヴァイオリン・ソロなしで約3分間続く。'Baba O'Reily [instrumental version]'は、'Baba O'Reily'より2分近く長い9分44秒のインストゥルメンタルである。
'Baba O'Reily [instrumental version]'がリマスタリングされる前の音源は、ユニヴァーサル・スピリチュアル・リーグが1972年にババの三回忌を記念して限定生産したチャリティー・アルバム『アイ・アム』に収録された9分間のインストゥルメンタル'Baba O'Reily'である。
デモ・ヴァージョン'Baba O'Reilly'の最終部分は、タウンゼントのソロ・アルバム『サイコデリリクト』（1993年）の収録曲’Baba O'Riley (demo)’に流用された。

## 演奏メンバー
- ザ・フー
  - ロジャー・ダルトリー - リードボーカル
  - ピート・タウンゼント - エレキギター、ピアノ、シンセサイザー、リードボーカル（ブリッジ部）
  - ジョン・エントウィッスル - ベース
  - キース・ムーン - ドラムス

- ゲストミュージシャン
  - デイヴ・アーバス - バイオリン

## コンサート・パフォーマンス
本曲は『フーズ・ネクスト』で発表されて以来、コンサートの定番曲となっている。ステージで複雑なシンセサイザー・パートを演奏することは困難だったうえに、ザ・フーには専属のキーボード奏者もシンセサイザー奏者もいなかったので、彼等はアルバム版のシンセサイザー・パートのテープを制作して、その再生音に合わせて演奏した。なおステージで使用されたテープのイントロ部分は、アルバム版のそれより少し長くなっている。エンディングではヴァイオリン・ソロの代わりに、リード・ヴォーカリストのロジャー・ダルトリーがハーモニカ・ソロを披露した。
2012年ロンドンオリンピックの閉会式では、「シー・ミー・フィール・ミー」、「マイ・ジェネレーション」とともに披露された。この時はダルトリーがブリッジ部のリードボーカルも担当した。

## メディアでの使用例
- 1999年発売のディズニービデオに収録された予告編『バグズ・ライフ』の冒頭部分[注釈 5]。
- 2004年から放送されているアメリカCBSのテレビドラマシリーズ『CSI:ニューヨーク』のオープニング・テーマ曲。
- 2004年公開のアメリカ映画『ガール・ネクスト・ドア』のサウンドトラックに収録。
- 2012年公開のアメリカ映画『バイオハザードV リトリビューション』の予告編。

## ヒットチャート
| チャート (1972年)                               | 最高位 |
| ----------------------------------------------- | ------ |
| オーストラリア (ケント・ミュージック・レポート) | 80     |
| オランダ (Dutch Top 40)                         | 13     |
| オランダ (Single Top 100)                       | 11     |

| チャート (2012年)   | 最高位 |
| ------------------- | ------ |
| フランス (SNEP)     | 200    |
| UK シングルス (OCC) | 55     |

## ゴールドディスク
| 国/地域                          | 認定     | 認定/売上数 |
| -------------------------------- | -------- | ----------- |
| イタリア (FIMI)                  | Platinum | 50,000      |
| イギリス (BPI)                   | Platinum | 600,000     |
| 認定のみに基づく売上数と再生回数 |          |             |